# Epicharmus (persoon)
Epicharmus (Oudgrieks:  Ἐπίχαρμος) was een Griekse blijspeldichter uit Sicilië (Magna Graecia), die leefde op het einde van de 6e eeuw v.Chr. en het begin van de 5e eeuw v.Chr.
Hij leefde vooral te Syracuse en schreef (in het Dorisch) dialect, een groot aantal stukken, waarvan wij nog 37 titels kennen en tamelijk veel fragmenten bewaard bleven. Deze fragmenten geven ons een idee van zijn scherpe humor en zijn voorkeur voor spreuken. Door Plato werd hij zeer bewonderd.
- Bibsys: 95001487
- Biblioteca Nacional de España: XX1097085
- Bibliothèque nationale de France: cb134871524 (data)
- Gemeinsame Normdatei: 118682199
- International Standard Name Identifier: 0000 0000 7975 0883
- Library of Congress Control Number: n97036148
- Nationale Bibliotheek van Israël: 987007294279805171
- Nationale Bibliotheek van Polen: a0000002811754
- Nederlandse Thesaurus van Auteursnamen: 069922926
- Réseau des bibliothèques de Suisse occidentale: 02-A003219200
- LIBRIS: 185849
- Système universitaire de documentation: 085100579
- Virtual International Authority File: 50019442
- WorldCat: E39PBJpjdkBRwDcKqFpJtx9xDq